# Теория заговора об украинских биолабораториях
Теории заговора об украинских биолабораториях, якобы разрабатывающих биологическое оружие при поддержке США, циркулируют в украинской прессе как минимум с 2009 года. В 2020 году местные пророссийские политики заявили о создании биологического оружия на территории Украины. В ходе вторжения России на Украину в 2022 году эти обвинения прозвучали уже со стороны российских властей — от представителей Минобороны и МИДа до президента России. В этих заявлениях о нарушении Украиной Конвенции о запрете биологического оружия 1972 года постоянно менялось число задействованных лабораторий и перечень патогенов.
Секретные биолаборатории США являются активно эксплуатируемым элементом информационной войны, которую вёл СССР в годы Холодной войны, а позже использовала Россия. В 2010-х годах представители российской власти неоднократно обвиняли США в разработке биологического оружия на территории Грузии, а также в Казахстане и Армении.
Несостоятельные обвинения со стороны России характеризуются как пропагандистский манёвр, нацеленный на оправдание вторжения на Украину. В системе здравоохранения Украины работали десятки лабораторий, нацеленных на уменьшение угроз и предотвращение опасных заболеваний. Некоторые из этих лабораторий получали финансовую и иную помощь от США, Европейского союза и ВОЗ — как и во многих других странах. Вопреки заявлениям России о «секретности» украинских лабораторий, информацию о помощи для них из США можно найти в открытом доступе, в частности, на официальном сайте посольства США.
Научное сообщество и независимые эксперты на основе всей доступной информации сходятся в том, что в украинских лабораториях, действующих в системе здравоохранения страны, проводятся исследования сравнительно безвредных патогенов, которые невозможно использовать для создания биологического оружия массового поражения. Эти исследования направлены на снижение угрозы и предотвращение опасных заболеваний в будущем. Учёные также отвергают возможность создания на современном этапе развития биологии и генетики подобного оружия против конкретного этноса.

## Обвинения в адрес США

### В годы Холодной войны
С 1949 по 1988 год Советский Союз практически непрерывно обвинял США в создании биологического оружия. Исследователи выделяют 10 малых и 3 масштабные кампании по дезинформации, которые вёл СССР на международном уровне. Первая кампания проходила в 1951—1953 годах при поддержке Северной Кореи и Китая: тогда коммунистические страны обвиняли США в применении биологического оружия в ходе Корейской войны, а в Восточной Европе проходили многомиллионные митинги против «бактериологической войны». В 1988 году стало известно, что первую кампанию остановил сам Советский Союз по внутриполитическим причинам: после смерти Иосифа Сталина противоборствующие группы Никиты Хрущёва и Лаврентия Берии искали способы дискредитировать друг друга и усилить свои политические позиции. В итоге Берия обвинил протеже Хрущёва Семёна Игнатьева, что тот «скрыл от общественности» документы от апреля 1952 года, в которых Китай подтверждает фальсификацию обвинений против США. И это, по мнению Берии, нанесло ущерб репутации СССР на международной арене.
Вторая масштабная кампания развернулась в 1982 году. Тогда власти СССР обвинили Пакистан в разработке секретного оружия при содействии США на базе лаборатории, занимавшейся исследованием малярии. В «Литературной газете» появилась статья, утверждавшая, что в пакистанской лаборатории на деньги ЦРУ выводили «генетически модифицированных москитов-убийц». В 1985 году распространялись сведения, что США и ЮАР работают над созданием бомбы, способной уничтожать только людей негроидной расы. Аналогичные сведения касались и проекта США и Израиля, якобы разрабатывавших бомбу, поражающую только арабов.
Третья и наиболее успешная волна пропаганды касалась ВИЧ-инфекции. В годы Холодной войны КГБ активно распространял информацию, что вирус иммунодефицита человека был создан искусственно в генетической лаборатории в Форт-Детрике, занимающейся разработкой биологического оружия, и затем умышленно завезён в Африку Соответствующие обвинения публиковали 2000 газет в 25 странах. 6 июня 1985 года директор информационного агентства США Чарльз Вик на встрече с членом ЦК КПСС и председателем Агентства печати «Новости» Валентином Фалиным требовал отозвать статью «Новостей» под названием «Этническое оружие» и прекратить кампанию по дезинформации. С аналогичным требованием Госсекретарь США Джордж Шульц обращался к Михаилу Горбачёву. Через четыре дня после этой встречи в газете «Известия» опубликовали интервью с двумя академиками РАН, которые опровергли информацию, что ВИЧ был искусственно создан в США.

### После распада Советского Союза
В 1993 году Украина подписала рамочное соглашение с США, вступив в программу Нанна — Лугара. В её рамках предоставлялась помощь большинству стран бывшего соцлагеря в ликвидации ядерного, химического и биологического оружия. В её рамках Россия получала от США до $400 млн ежегодно вплоть до 2012 года, а Украине Соединённые Штаты финансировали вывоз ядерных боеголовок в Россию. Программу на Украине продлевали в 1999, 2006 и 2013 годах. В 2012 году Россия отказалась от участия в программе и получения финансирования от США.
В 1995 году в российской прессе начали появляться статьи об «утечке опасных патогенов с военных баз США в Испании и Кении», а также о якобы использовании Африки как плацдарма для испытаний биологического оружия. В 1998 году генерал Валентин Евстигнеев вновь высказал теорию, что ВИЧ был искусственно создан в США. В том же году глава РХБ РФ Станислав Петров обвинил США в использовании биологического оружия в Корейской войне, повторяя тезисы 1951—1953 годов.

### После 2005 года
С 2005 года программа Нанна — Лугара была расширена и включила в себя вопросы биологической безопасности. В открытом доступе размещён договор между США и Украиной, по которому Министерство обороны США финансирует 46 лабораторий, медицинских и диагностических центров на Украине. Проект с американской стороны курирует Оборонного агентства по уменьшению угрозы (DTRA), а с украинской стороны его курируют Министерство здравоохранения Украины и Министерство аграрной политики и продовольствия Украины. Лаборатории занимаются вопросами ветеринарии и общественного здравоохранения; на выделенные США средства в них закупались мебель, оборудование, предоставлялись новые технологии и велись строительные работы. На выделенные США средства с 2005 года был модернизирован ряд лабораторий, действовавших в Одесской, Харьковской, Львовской, Киевской, Винницкой, Херсонской и Днепропетровской областях. Перечень лабораторий, подрядчики и суммы финансирования также находятся в открытом доступе. Эта финансовая поддержка вызвала подозрения внутри самой Украины, теорию обычно озвучивали активисты под руководством пророссийских политиков на Украине.
США участвуют в обширной программе снижения биологической угрозы, оказывая поддержку лабораториям в 20 странах мира. Информация о поддержке украинских лабораторий также представлена в открытом доступе; это были санитарно-эпидемиологические центры, где велась исследовательская работа, в частности, по борьбе с COVID-19. Представители России, включая главного санитарного врача РФ Геннадия Онищенко, в 2011 году обвиняли Грузию в разработке биологического оружия на средства США и что именно из Грузии перекинулась африканская чума свиней. Однако в «подозрительные» лаборатории неоднократно приезжали российские журналисты и учёные.
По официальным данным за 2012 год, на Украине на тот момент действовало свыше 4000 микробиологических лабораторий, из которых только две имели разрешение на работу с патогенами второй группы опасности, и ни одна — с высшим уровнем опасности.
В 2014 году, на фоне аннексии Крыма и войны в Донбассе, тема биолабораторий снова поднималась в информационном пространстве Украины. Так пророссийские активисты связанные с Виктором Медведчуком транслировали в разных СМИ основные нарративы теории заговора.
В июле 2017 года на сайте российского «Фонда стратегической культуры» Арина Цуканова опубликовала статью под заголовком «США делают из Украины биологическую бомбу», а в августе того же года в Сербии была опубликована статья Зорана Милошевича с аналогичным заголовком.

### 2018 год
В октябре 2018 года Россия обвинила США в разработке биологического оружия на территории Грузии. Основные обвинения касались грузино-американского научно-исследовательского центра, известного как «лаборатория Лугара». Так начальник войск радиохимической и биологической защиты Игорь Кириллов заявлял что в центре была выведена особо опасная форма чумы свиней, которая якобы нанесла ущерб некоторым государствам, данный нарратив повторила в заявлении МИД Мария Захарова. С 2013 года этот центр подчиняется грузинскому Департаменту общественного здравоохранения и занимается эпидемиологическим мониторингом. Спецпредставитель грузинского премьер-министра по связям с Россией Зураб Абашидзе охарактеризовал обвинения российского Минобороны как совершенно абсурдные. Чтобы развеять сомнения, в 2018 году власти Грузии пригласили международных экспертов, включая представителей из России, однако Москва отказалась. Визит состоялся, и в отчёте по итогам было сказано, что центр не нарушает норм Конвенции.
Кроме того, российские официальные лица высказывали подозрения в разработке биооружия при участии США на территориях Армении и Казахстана и требовали доступа к биологическим лабораториям этих стран. Пресс-секретарь МИД Армении Анна Нагдалян заявляла, что действующие в Армении биологические лаборатории принадлежат Армении и полностью контролируются государственными органами; биологическое оружие в них не производится. МИД Казахстана также заявлял, что на территории страны биологическое оружие не производится.

### 2020 год
15 апреля 2020 года украинский политик Виктор Медведчук обратился к властям страны через сайт партии «Оппозиционная платформа — За жизнь», утверждая, что «в Украине действуют 15 военных биолабораторий». Медведчук и Кузьмин утверждали, что лаборатории «угрожают жизни и здоровью украинских граждан», а их появление на Украине «совпало с несколькими вспышками серьёзных инфекционных заболеваний в стране». В заявлении без приведения достаточных доказательств перечислялось несколько вспышек болезней, якобы произошедших с 2009 года в городах, где расположены эти лаборатории. В частности, некоторые примеры были взяты из материала болгарской журналистки Диляны Гайтанджиевой, использовавшей в своём расследовании архивную съёмку 1995 года (за 15 лет до появления на Украине «американских военных лабораторий»), сделанную на пляжах Одессы и посвящённую произошедшей тогда вспышке холеры. Одновременно с появлением заявления Медведчука в пророссийских украинских СМИ был опубликован ряд статей на эту тему. Источников или фактических подтверждений Медведчук не предъявил. Обвинения тиражировали анонимные каналы в Telegram и аффилированные с Медведчуком ресурсы ZIK и «112.ua», а также принадлежащие Игорю Коломойскому ресурсы «1+1» и «Страна.ua».
17 апреля 2020 года официальный представитель МИД России Мария Захарова заявила, что США «могут разрабатывать смертельное биологическое оружие в странах бывшего СССР». Днём позже официальный представитель Министерства иностранных дел Китая поддержал это заявление. Документы, подтверждающие обвинения, ни одна из стран не опубликовала. 23 апреля американское посольство на Украине опровергло все обвинения. В мае Служба безопасности Украины призвала политиков отказаться от распространения дезинформации. Тем не менее 7 августа 2020 года Шевченковский районный суд Киева обязал СБУ провести досудебное расследование сведений, изложенных в заявлении Медведчука. Через год сам Медведчук был обвинён в государственной измене из-за тесного сотрудничества с Россией и арестован.

## Обвинения в 2022 году в ходе войны с Украиной

### Обвинения России
24 февраля 2022 года, в день начала вторжения российских войск на Украину, американский блогер и ветеран Нацгвардии США Джейкоб Крич (Jacob Creech), известный под псевдонимами WarClandestine и BioClandestine, опубликовал в Twitter сообщения, что ракетные удары российских войск нацелены на американские биолаборатории на Украине. Спустя несколько часов конспирологический портал InfoWars распространил это сообщение со ссылкой на Крича. Информация стала распространяться среди последователей теории заговора QAnon, которые верят, что тайное руководство США осуществляет некая секта сатанистов-педофилов и что COVID-19 — это секретное американское оружие. Сообщения Крича о предполагаемых биолабораториях США на Украине распространяли медийные фигуры, такие как ультраправый националист Ник Фуэнте, советник Дональда Трампа Стивен Бэннон, а также неофашистская группировка Proud Boys. Через два дня российское посольство в Боснии и Герцеговине на своей странице в Facebook опубликовало сообщение, что «в Украине построенные на деньги США биолаборатории разрабатывали генетическое оружие для массового уничтожения россиян». Тогда же, 26 февраля 2022 года, Джейкоб Крич подтвердил авторство первых сообщений в шоу QAnon RedPill78.
6 марта 2022 года генерал-лейтенант и представитель российского Минобороны Игорь Конашенков выступил с заявлением, в котором обвинил Украину в разработке биологического оружия которое планировалось использовать при помощи перелётных птиц специально против русского этноса, на базе секретных лабораторий при финансовой поддержке США. В тот же день российские СМИ стали утверждать, что сотрудники украинской биолаборатории передали Москве документы, подтверждающие зачистку следов реализуемой на Украине военно-биологической программы, финансируемой Минобороны США. В качестве доказательства была приведена фотография указа Минздрава Украины об уничтожении «особо опасных патогенов возбудителей чумы, сибирской язвы, туляремии, холеры и других смертельных болезней».
Днём позже начальник войск радиохимической и биологической защиты Игорь Кириллов сообщил СМИ, что в актах об уничтожении образцов из лабораторий Харькова и Полтавы указаны возбудители чумы, сибирской язвы и бруцеллёза. 8 марта обвинения поддержал Китай. 10 марта 2022 года министр иностранных дел Сергей Лавров заявил, что он убеждён, что проводимые эксперименты были направлены на разработку этнически ориентированного биологического оружия Министерство обороны России заявило, что после вторжения России на Украину следы разработок стали «спешно заметать» и опубликовало документы об уничтожении «особо опасных патогенов», датированные 24 февраля 2022 года. По заявлению ведомства, Украина планировала распространять эти патогены через летучих мышей и перелётных птиц.
7 марта российские СМИ также распространили утверждение бывшего офицера Армии США и эксперта по борьбе с терроризмом Скотта Беннетта, который утверждал, что в американских лабораториях на Украине разрабатывалось биологическое оружие, направленное против славян. Заместитель госсекретаря США Виктория Нуланд заявила, что на Украине есть только биологические исследовательские центры, а не лаборатории по производству оружия.
11 марта 2022 года по требованию России было созвано чрезвычайное заседание Совета Безопасности ООН. Посол РФ Василий Небензя заявил Совету, что документы, находящиеся в распоряжении страны, подтверждают разработку США биологического оружия на территории Украины. Заместитель Генерального секретаря ООН по вопросам разоружения Идзуми Накамицу опровергла такую возможность, заявив, что у ООН нет сведений о подобных программах. Более того, все три страны являются участниками Конвенции о запрещении биологического и токсинного оружия (КБТО) с 1975 года. Постоянный представитель США при ООН Линда Томас-Гринфилд отметила, что Россия сама много лет нарушала данную конвенцию, проводя секретные разработки химического и биологического оружия. Как напомнила Идзуми Накамицу, в КБТО регламентированы процедуры, к которым может обратиться любая страна при подозрении на разработку запрещённого оружия другим государством, однако ни одна до сих пор к этому регламенту не прибегла.
16 марта Владимир Путин заявил: «На Украине действовала сеть из десятков лабораторий, где под руководством и при финансовой поддержке Пентагона проводились военно-биологические программы, включая эксперименты с образцами коронавирусов, сибирской язвы, африканской чумы свиней и других смертоносных заболеваний».
31 марта постоянный представитель России при женевском отделении ООН Геннадий Гатилов обвинил Германию в реализации на Украине собственной «военно-биологической программы». Вероятно, речь шла о Немецкой программе биологической безопасности — проекте Министерства иностранных дел Германии, начатом в 2013 году для помощи государствам-партнёрам в сфере контроля биологических рисков. В рамках этой программы осуществляется взаимодействие Института микробиологии Бундесвера в Мюнхене и Института экспериментальной и клинической ветеринарной медицины в Харькове. Совместные исследования направлены на изучение распространения сибирской язвы, бруцеллёза, лептоспироза, африканской чумы свиней и других зооантропонозов. Директор Института микробиологии Бундесвера профессор Роман Вёльфель, лично посещавший лабораторию в Харькове, назвал обвинения России в адрес Украины абсолютно надуманными, отметив, что на базе лаборатории проводились преимущественно исследования болезней животных в сельском хозяйстве, а немецкие специалисты обучали украинских коллег современным методам молекулярной диагностики; участие института Бундесвера было обусловлено наличием у военных технических средств и методов, позволяющих оперативно реагировать на возникновение новых очагов болезней.
На протяжении всей военной кампании российские высокопоставленные чиновники регулярно рассказывали о выявленных «фактах». Так, начальник войск радиационной, химической и биологической защиты (РХБЗ) Вооружённых сил России генерал-лейтенант Игорь Кириллов в конце ноября вновь обвинил США в финансировании исследований сибирской язвы в украинской биолаборатории и также заявил, что в октябре в американских лабораториях был создан искусственный возбудитель коронавирусной инфекции на основе штамма омикрон и исходного «уханьского» варианта. В своей презентации Кириллов ссылался на британское «жёлтое» издание Daily Mail. В конце декабря он же заявил, что в разработках биологического оружия на Украине замешаны компания Pfizer и сын президента США Джо Байдена. В апреле 2023 года Кириллов утверждал, что США проводили исследования двойного назначения, включая создание компонентов биологического оружия в непосредственной близости от российских границ. В марте 2023 года секретарь Совбеза РФ Николай Патрушев на встрече Шанхайской организации сотрудничества в Нью-Дели бездоказательно заявил, что «в районах Тернополя, Одессы, Харькова, Николаева отмечались инфекционные вспышки в непосредственной близости от институтов, где изучались возбудители заболеваний».
Теория заговора о биологических лабораториях нашла отражение в официальных документах. В обновлённой версии Концепции внешней политики, подписанной президентом Путиным 31 марта 2023 года, появилась статья о том, что для «предотвращения возникновения биологических угроз и обеспечения биологической безопасности Российская Федерация намерена уделять приоритетное внимание расследованию случаев предполагаемой разработки, размещения и применения биологического и токсинного оружия, прежде всего на территориях сопредельных государств».

### Реакция на обвинения со стороны Украины и США
Президент Украины Владимир Зеленский заявил, что оружие массового поражения на Украине не разрабатывалось. МИД Украины заявил: «Все лабораторные возможности в Украине выполняют единую общую функцию — индикацию и идентификацию возбудителей инфекционных болезней, имеющих значительный эпидемический потенциал и/или международное значение, и подпадающих под регуляцию в соответствии с международными медико-санитарными правилами». Научная журналистка портала Media Sapience Гала Скляревская отмечала, что Украине нет лабораторий, подконтрольных Пентагону, но действительно есть тринадцать лабораторий в рамках программы Нанна-Лугара, которые частично финансируются из бюджета военного ведомства США. Существование и финансирование биологических лабораторий на Украине никогда не было тайной: информация о помощи есть на официальном сайте посольства США, а на зданиях лабораторий размещены таблички, на которых указывалось, какие корпуса лабораторий строились на средства программы.
Представители Пентагона, Белого дома и Госдепа опровергли обвинения со стороны Москвы. На заседании Конгресса США официальный представитель Госдепартамента Виктория Нуланд в ответ на вопрос сенатора Марко Рубио пояснила, что на Украине действительно работали исследовательские биолаборатории, и США крайне обеспокоены возможностью их захвата российскими войсками. По мнению Нуланд, обвинения России в том, что Украина может применить биологическое оружие, являются уловкой, призванной обвинить соперника в том, что планируешь совершить сам.
Обозреватель Такера Карлсона на канале Fox News выпустил сюжет, использовавший слова Нуланд для распространения теории заговора. Её выступление ультраправые американцы и сторонники Трампа восприняли как фактическое признание наличия секретных разработок на основе украинских лабораторий, хотя слова Нуланд этого не подразумевали. 24 марта 2022 года на портале Стивена Бэннона появилась статья, в которой утверждалось, что сын Джо Байдена, Хантер Байден, напрямую связан с финансированием лабораторий по разработке биологического оружия на Украине. Однако статья не прошла Факт-чекинг, проведённый The Washington Post. В 2023 году распространению теорий заговора способствовал кандидат в президенты США Роберт Кеннеди-младший, с уверенностью заявивший о существовании американских биолабораторий на Украине, а также сборе русских и китайских образцов ДНК для создания генетического оружия.

## Позиция научного сообщества
По словам доктора биологических наук Олега Балановского, миф о генетическом оружии циркулирует в российском обществе более тридцати лет. В 2017 году специальная комиссия экспертов РАН выпустила бюллетень, в котором разъяснила его беспочвенность. Невозможность создания генетического оружия подтверждает главный специалист Минздрава по медицинской генетике и руководитель Медико-генетического научного центра имени академика Н. П. Бочкова Сергей Куцев.
Сообщество выпускников биологического факультета МГУ опубликовало открытое письмо и инициировало петицию на портале Change.org, в которой потребовало от ряда российских прогосударственных СМИ прекратить дезинформацию относительно якобы найденного на Украине биологического оружия. Кандидат биологических наук Евгений Левитин опубликовал от лица группы российских биологов заявление, опровергающее версию российских СМИ. Биологи отметили, что среди уничтоженных штаммов нет ни одного особо опасного; такие штаммы типичны для микробиологических и эпидемиологических лабораторий. Даже нахождение штаммов чумы, сибирской язвы, туляремии или холеры в лаборатории, занимающейся особо опасными инфекциями, не свидетельствовало бы о разработке Украиной биологического оружия. Указ о ликвидации штаммов потенциально опасных микроорганизмов был разослан из-за риска их попадания в окружающую среду в условиях, которые могут сопровождать военные действия.
Международные эксперты также утверждают, что следов разработки биологического оружия на Украине не выявлено. В 2022 году о невозможности создания генетического биологического оружия заявили биолог и обладатель самого высокого индекса Хирша среди российских учёных Евгений Кунин, профессор-эпидемиолог Михаил Фаворов, заместитель директора петербургского филиала Института общей генетики им. Н. И. Вавилова Алексей Галкин, профессор-токсиколог Алистер Хэй и доктор биохимической токсикологии Ричард Парсонс в заявлении от лица Science Media Centre. О невозможности разработки такого оружия на основании бесед со специалистами писали издания «Медуза», «Проверено Медиа» и «N + 1». По мнению профессора факультета биоинженерии и биоинформатики МГУ, доктора биологических наук Михаила Гельфанда, даже теоретическая возможность создания биологического оружия против определённого этноса возможна лишь в том случае, если его представители «хотя бы последнюю тысячу лет не смешивались с другими народами». Сбор биоданных, на который ссылался в 2020 году Владимир Путин, касался образцов РНК и синовиальной жидкости, которые исследуются для определения генетических детерминант болезней суставов
Евгений Кунин отверг предположение, что документы об уничтожении потенциально опасных микроорганизмов в украинских лабораториях доказывают, что Украина изготавливала биологическое оружие. Он заявил, что уничтожение микроорганизмов в лабораториях — нормальная практика, а перечисленные в документе бактерии плохо подходят для разработки биологического оружия и имеются практически в любой эпидемиологической или микробиологической лаборатории.
В заявлении Минобороны РФ от 10 марта 2022 года утверждалось, что на Украине выявлен «факт передачи за рубеж 140 контейнеров с эктопаразитами летучих мышей». Как выяснилось позже, эти контейнеры относились к германо-украинскому исследованию под руководством Корнелии Силаги. Ветеринар-паразитолог Силаги пояснила журналу Science, что в 2020 году она возглавила совместную программу с Харьковским Институтом клинической и экспериментальной ветеринарии по исследованию бактерий, переносимых клещами, блохами и мухами от летучих мышей. В рамках проекта 140 образцов были законсервированы в этаноле и перевезены в Германию из Украины. В образцах обнаружили ДНК риккетсии, которые не представляли опасности, так как были убиты этанолом. Это не первый проект Силаги с украинскими коллегами; научные материалы по результатам её исследований находятся в открытом доступе.
- Corynebacterium diphtheriae — возбудитель дифтерии, непригодный для широкого распространения. Заражение возможно только при потреблении значительной дозы раствора культуры;
- Corynebacterium pseudodiphteriticum — повсеместно распространённые бациллы, являющиеся частью нормальной микрофлоры верхних дыхательных путей и кожи человека[95];
- Corynebacterium xerosis[англ.] — подвид коринебактерий, в редких случаях способный вызвать воспаление слизистой оболочки человека, которое лечится наружными средствами;
- Baсillus lihenifprmus «С» — повсеместно распространённый штамм, который встречается «даже во вчерашнем борще»;
- Baсillus stearothermophilis[англ.] — потенциально болезнетворен для людей с иммунодефицитом при употреблении внутрь значительного объёма;
- Staphilococcus aureus — распространённый в медицинских учреждениях золотистый стафилококк;
- Escherichia coli — кишечная палочка, встречающаяся у примерно 50 % людей;
- Pseudomonas aeruginosa — условный патоген;
- Clostridium diphtheriae — возбудитель дифтерии, не относящийся к категории особо опасных патогенов[96].

По мнению экспертов, материалы, представленные Министерством обороны РФ, а также российскими представителями при подаче иска в ООН, не имеют отношения к биологическому оружию. Среди них были приглашения на конференции иностранных учёных, регистрация кольцевания птиц, правила безопасности при работе в биологической лаборатории, а также списки патогенных и непатогенных штаммов микроорганизмов, включая образцы, полученные из российских коллекций. Документы о «спешном уничтожении особо опасных патогенов» включали распространённые бактериальные штаммы таких заболеваний, как кишечная палочка, дифтерийная палочка, клебсиелла и золотистый стафилококк. Ни один из этих штаммов не является потенциальным биологическим оружием, и доступ к работе с ними есть у тысяч коммерческих и государственных лабораторий как на Украине, так и в России. Эти штаммы используются как образцы для сравнения при анализе проб пациентов. Доказательства уничтожения возбудителей чумы и сибирской язвы предоставлены не были, тогда как утилизацию остальных патогенов учёные считают разумным шагом: в случае попадания ракеты в лабораторию их распространение могло нанести локальный ущерб местному населению.

## Комментарии
1. ↑  30 октября 2020 года на заседании Совета по развитию гражданского общества и правам человека Владимир Путин сказал, что «некие лица <...> собирают биологический материал по всей стране»[89].